# El Cimarrón (Henze)
El Cimarrón är en scenisk vokalkomposition av den tyske kompositören Hans Werner Henze, skriven när kompositören bodde på Kuba 1969–1970. Den har undertiteln Biographie des geflohenen Sklaven Esteban Montejo (Biografi över den förrymda slaven Esteban Montejo), och librettot av Hans Magnus Enzensberger bygger på den muntliga självbiografin som 1963 berättades för Miguel Barnet av Montejo, som också var veteran från det kubanska självständighetskriget (1895–98).

## Historia
På 1900-talets Kuba var Cimarrón en term för en slav som flytt. Den tidigare slaven som Henzes El Cimarrón bygger på var Esteban Montejo, född 1860; han berättade sin historia i en intervju, vid 104 års ålder, med den kubanska etnologen Miguel Barnet, som gjorde det till en dokumentär "El Cimarrón" för etnobiografiska, sociala och psykologiska studier.
Hans Magnus Enzensberger, som då bodde på Kuba, bjös in Henze till Kuba. Det första besöket varade från den 21 mars 1969 till den 16 april. Henze träffade Barnet, som arrangerade möten med kubanska konstnärer och introducerade honom för Yoruba-religionen. Henze träffade också Montejo och noterade efteråt: "Jag hade aldrig sett en så gammal man. Han var lång som ett träd, gick långsamt och mycket upprätt; hans ögon var levande; han utstrålade värdighet; Han verkade vara säker på att han var en historisk personlighet." Vid sitt andra besök gav Barnet honom den tyska utgåvan av sin dokumentär. Enzensberger förberedde ett libretto för Henze, baserat på dokumentären. Henze skissade sin första sats den 18 december samma år. Han avslutade arbetet i februari 1970 i sitt hem i Marino, Italien. Han började repetera med Leo Brouwer, en kubansk gitarrist, flöjtisten Karlheinz Zöller, den japanska slagverkaren Stomu Yamashta och den amerikanska sångaren William Pearson.
Verket uruppfördes vid Berliner Festspiele 1970 med tonsättaren som dirigent. Den brittiska premiären var i juni 1970 på Aldeburgh Festival med samma besättning, följt av en turné till festivaler i Spoleto, München, Edinburgh, Berlin och Avignon. Australiens premiär framfördes på Adelaide Festival den 14 mars 1976, dirigerad av kompositören, med Lyndon Terracini som El Cimarrón, Geoffrey Collins (flöjt), Roger Glanville-Hicks (gitarr) och Colin Piper (slagverk).

## Struktur
Verket är uppdelat i femton tablåer som i huvudsak är sånger. Vissa scener reflekterar över historiska händelser, andra över personliga åsikter om den tidigare slaven:
1. Die Welt (Världen)
2. Der Cimarrón
3. Die Sklaverei (Slaveri)
4. Die Flucht (Flykten)
5. Der Wald (Skogen)
6. Die Geister (Andarna)
7. Die falsche Freiheit (Falsk frihet)
8. Die Frauen (Kvinnorna)
9. Die Maschinen (Maskinerna)
10. Die Pfarrer (Prästerna)
11. Der Aufstand (Motståndet)
12. Die Schlacht von Mal Tiempo (Slaget vid Mal Tiempo)
13. Der schlechte Sieg (Elak seger)
14. Die Freundlichkeit (Vänskap)
15. Das Messer (Kniven)

Henze beskrev partituret som ett "recitativ för fyra musiker". De består av en baryton som porträtterar El Cimarrón, en gitarrist, en flöjtist och en slagverkare, även om alla fyra musikerna spelar slagverksinstrument under verket. Flöjtisten spelar också den japanska ryūteki och den italienska scacciapensieri (mungiga), liksom de fyra konventionella orkesterflöjterna. Han ställde omfattande röstkrav på sångaren, inklusive skratt, visslande, skrik, skrik och falsett.
Henzes partitur innehåller aleatoriska element, "fält" där tonhöjder och ljud specificeras, men lämnar tempo och dynamik att bestämmas av artisterna, passager för improvisation samt sektioner på klassiskt sätt. De traditionella instrumenten kompletteras av karibiska och afrikanska instrument, såsom ståltrumma, marimba, stocktrummor, oktobaner, tempelklockor, congas och bongotrummor. Vissa instrument lyfter fram dramatiken, till exempel en järnkedja i nr 3.